# (473039) 2015 HX76
(473039) 2015 HX76 es un asteroide perteneciente al cinturón de asteroides, descubierto el 19 de septiembre de 2003 por el equipo del Spacewatch desde el Observatorio Nacional de Kitt Peak, Arizona, Estados Unidos.

## Designación y nombre
Designado provisionalmente como 2015 HX76.

## Características orbitales
2015 HX76 está situado a una distancia media del Sol de 2,735 ua, pudiendo alejarse hasta 2,823 ua y acercarse hasta 2,646 ua. Su excentricidad es 0,032 y la inclinación orbital 1,392 grados. Emplea 1652 días en completar una órbita alrededor del Sol.

## Características físicas
La magnitud absoluta de 2015 HX76 es 17,3.